# Killer sudoku

Une grille de killer sudoku (ou addsudoku).

Le killer sudoku ( « sūdoku tueur », en japonais : サムナンプレ, sum-num(ber)-place « placement de somme de nombres »)  ou addsudoku ou sumdoku est un jeu japonais inspiré du sudoku et du kakuro.
Le killer sudoku a été inventé par l'écrivain japonais Miyuki Misawa et a été publié pour la première fois dans le numéro de septembre 1994 du magazine Nankuro de Sekai Bunka.
Depuis que le Times a commencé à le publier sous le nom de « Killer-Sudoku » en 2005, ce jeu s'est fait connaître en Europe.

## Règles

La solution de la grille de killer sudoku précédente.

Le but est de remplir une grille 9x9 avec des chiffres. Comme dans un sudoku classique, chaque colonne, chaque ligne et chaque bloc de neuf cases doit contenir chacun des chiffres de 1 à 9. De plus la grille est divisée en « cages » : des groupes de 1 à 5 cases entourées par des pointillés (ou coloriées d'une seule couleur) et dont le total des chiffres est indiqué.

## Variantes
Plusieurs variantes du Killer Sudoku ont émergé, introduisant des contraintes supplémentaires qui modifient la complexité et les stratégies de résolution :
- Killer Sudoku avec diagonales : En plus des règles classiques, les deux grandes diagonales de la grille doivent contenir une séquence unique des chiffres de 1 à 9, à l’instar des variantes diagonales du Sudoku standard. Cette contrainte impose une interaction plus forte entre les régions de la grille, réduisant ainsi les possibilités de placement des chiffres.
- Killer Sudoku avec restriction intra-cage : Contrairement à la version classique où seule la somme des cases d’une cage est imposée, cette variante interdit également la répétition d’un même chiffre au sein d’une cage. Cette règle renforce la contrainte locale et complexifie les techniques de déduction, nécessitant une analyse plus fine des combinaisons possibles[3].